# Haus der Jugend (Bonn)

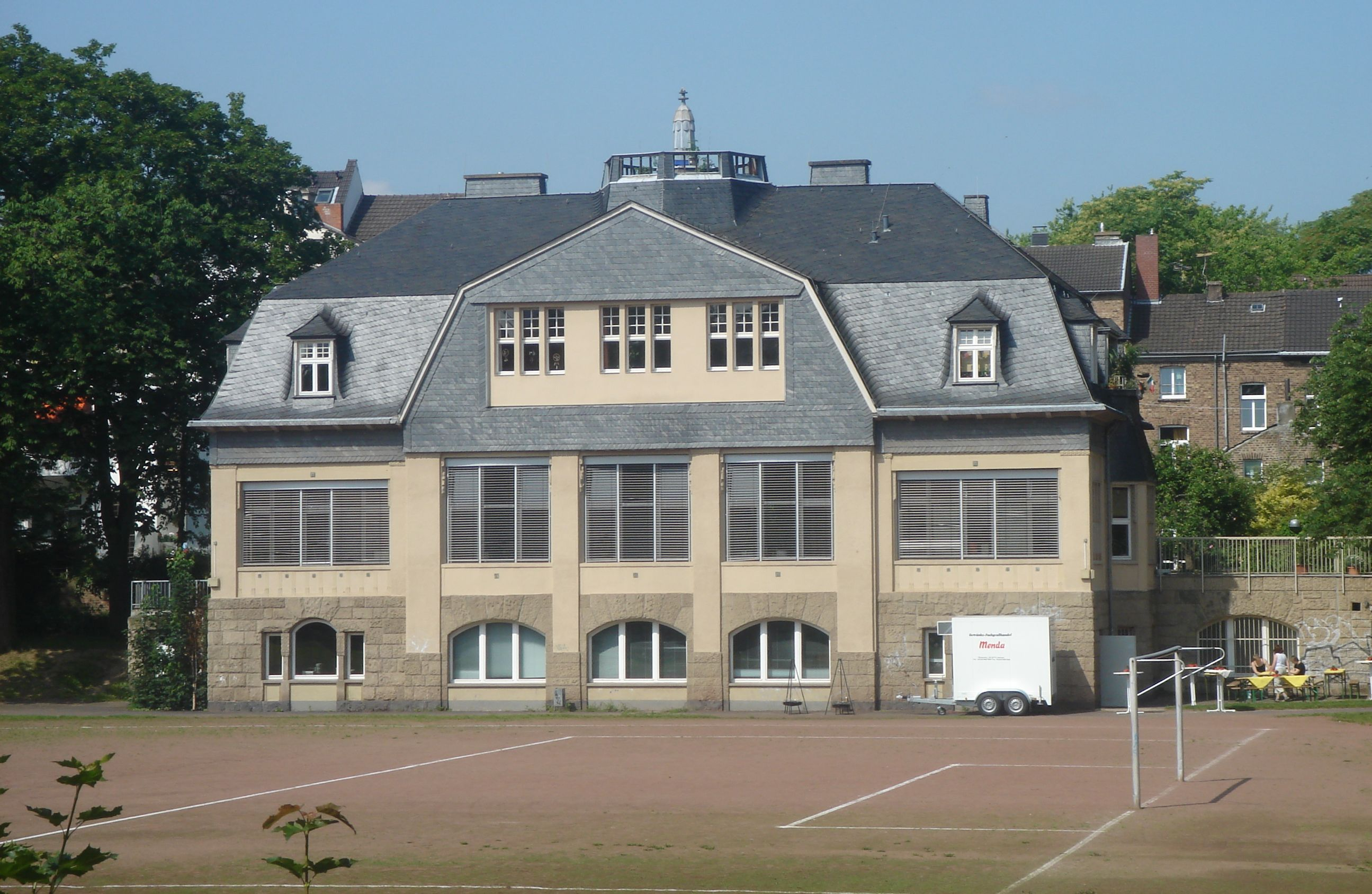
Die nach Osten zu den Sportplätzen ausgerichtete Hauptfassade des ehemaligen Clubhauses im Juni 2007

Das „Haus der Jugend“ im Bonner Ortsteil Kessenich ist das frühere Clubhaus eines Sportvereins, das heute von der Stadt Bonn als Jugendbegegnungsstätte geführt wird. Das Gebäude mit der Anschrift Reuterstraße 100 liegt im Westen einer parkähnlichen Anlage mit Sportplätzen, dem Reuterpark. Diese Anlage liegt etwa zwischen Bonner Talweg, August-Bier-, Hausdorff- und Reuterstraße. Das Jugendhaus ist über eine schmale, von der Reuterstraße abgehende Stichstraße zu erreichen. Das Haus liegt in der Nähe der gleichnamigen Straßenbahnhaltestelle „Haus der Jugend“ und steht als Baudenkmal unter Denkmalschutz.

## Geschichte

### Bonner Eisclub
Im Winter 1879 wurde der „Bonner Eisclub e.V.“ gegründet. Der Verein nutzte zum Schlittschuhlaufen zunächst den Poppelsdorfer Mühlenweiher, später einen künstlichen Teich am Baumschulwäldchen in der heutigen Bonner Weststadt. Im Jahr 1889 erwarb der Club ein fast 30.000 Quadratmeter großes Grundstück im Kessenicher Feld an der Ecke der damaligen Schumann- und Reuterstraße, um es im Winter zum Eislaufen und Eishockeyspiel und im Sommer für andere Sportarten zu nutzen.
Nach einem Bericht in der Zeitschrift für Schulgesundheitspflege aus dem Jahr 1889 wurden die Kosten des Grunderwerbs und der Errichtung erster Einrichtungen in Höhe von 60.000 Mark von „Freunden und Förderern der Leibesübungen“ durch den Erwerb von Anteilsscheinen zwischen 1000 und 5000 Mark finanziert. Der Eisklub hatte demnach rund 2000 Mitglieder, die mit ihren Beiträgen den Club in die Lage versetzen sollten, zukünftig die ausgegebenen Anteilsscheine bei geringer Verzinsung und allmählicher Amortisation zurückzukaufen. Bereits 1889 wurde hier im Sommer auf bis zu 22 Plätzen Croquet und das aus England kommende Tennis gespielt, womit Bonn zu den ersten deutschen Städten gehörte, in denen diese Sportart ausgeübt wurde. Außerdem wurden im Sommer Rad- und Reitsportveranstaltungen ausgetragen.
Jährlich wurden bedeutende Tennisturniere mit internationaler Beteiligung veranstaltet. Die in Bonn studierenden Söhne des Kaiserhauses (vor allem Eitel Friedrich von Preußen) und viele Mitglieder anderer Fürstenhäuser, darunter Adolf Prinz und Viktoria Prinzessin von Schaumburg-Lippe (Schwester des Kaisers), nahmen Anteil an den sportlichen Kämpfen und bestimmten so die gesellschaftliche Stellung des aufkommenden Tennissports. Der beste Tennisspieler des Vereins war der spätere Olympiasieger Otto Froitzheim, der damals in Bonn studierte. Eine 1890 ergänzte Rundbahn für Radfahrer war 460 Meter lang. Im Juli 1893 wurde ein Radrennen mit internationaler Beteiligung ausgetragen. Die Anlage wurde auch zum „volkstümlichen Turnen“ genutzt. In den Jahren 1895 und 1905 wurden auf dem Sportplatz die Deutschen und Europäischen Kunst- und Eisschnelllaufmeisterschaften ausgerichtet. 1905 wurde der Bonner Lawn-Tennis-Verein gegründet, der hier Tennis spielte.
Der damalige Bonner Student und spätere Literatur-Nobelpreisträger Luigi Pirandello widmete den sportlichen und gesellschaftlichen Aktivitäten des Eisclubs ein Gedicht in seinen „Rheinischen Elegien“ (Elegie renane, Gedichte, 1889/90). 1891 wurde Bonn in der Raydt'schen Schrift wegen der Sportanlage des Eisclubs als eine der wenigen Städte bezeichnet, in denen ein „frisches Sport-Leben in rühriger Entwicklung begriffen ist“. 1907 schrieb der Autor eines Artikels in der Monatsschrift Kunst dem Bonner Eisclub der Ruf zu, die beste Eisbahn Westdeutschlands zu besitzen.

### Clubhaus
Im Jahr 1906 wurde das Clubhaus des Vereins errichtet. Der auftraggebende Vorstand des Eisclubs bestand damals aus dem Vorsitzenden Oscar Simon, dem stellvertretenden Vorsitzenden Albrecht Brockhoff, dem Ehrenvorsitzenden Robert Weber sowie den einfachen Mitgliedern George Böker, Leo von Diergardt, Clemens Gudden und Georg Kleprig. Architekt des Gebäudes war Rudolf Zahn, der den 1. Preis beim ausgeschriebenen Wettbewerb (800 Mark) erhalten hatte. 62 Arbeiten waren eingereicht worden. Weitere Preise gingen an die Architekten Philipp Kahm aus Wiesbaden († 1918, 2. Preis: 500 Mark) und Franz Brantzky aus Köln (3. Preis: 300 Mark). Die Entwürfe der Architekten Böhm aus Bonn und Josef Lang (1878–1927) aus München wurden angekauft.

### Schenkung
Im Jahr 1912 löste sich der Bonner Eisclub auf. Das Clubhaus sowie das Sportgelände wurden von den Mitgliedern unter dem letzten Vorsitzenden des Vereins, Leo Freiherr von Diergardt (1881–1918), der Stadt Bonn übergeben – mit der Maßgabe, es für die Jugendförderung zu nutzen. Ein Überlassungsvertrag wurde abgeschlossen; er befindet sich im Bonner Stadtarchiv. Nach dem Vertrag ist eine andere Nutzung (Pflege von Sport und Spiel) nur vorübergehend erlaubt. Im Falle einer langfristigen Umnutzung muss die Stadt finanziell gleichwertige Flächen bereitstellen. Eine entsprechende Bronzeplakette auf einem Gedenkstein im Park weist mit Datum 1. April 1912 darauf hin: „Bonner Bürger übergaben diese Anlagen ihrer Stadt zur Förderung von Sport und Spiel.“
Nachfolger des Eisclubs als Tennisverein wurde der Bonner Lawn-Tennis-Verein. Albert Brewer (1884–1943), der nach dem Ersten Weltkrieg den Bonner Hockeysport aufgebaut hatte, vereinte 1919 den Bonner Lawn-Tennis-Verein und den Bonner Hockey Club zum Bonner Tennis- und Hockeyverein (BTHV).

### Kriege und Nachkriegszeit
Auch während des Ersten Weltkriegs wurde im Winter die Eisbahn betrieben. So meldete die Bonner Zeitung unter der Rubrik „Aus den Städtischen Nachrichten“, dass im November 1915 mit der Herstellung der Eisanlage auf dem „Städtischen Sportplatz“ (Bonner Eisclub) begonnen worden sei.
Nach dem Krieg belegten Besatzungstruppen den Platz. Nach Abzug dieser Truppen vermietete die Stadt Clubhaus und Sportanlage an nutzende Vereine, darunter den Bonner Fußballverein (heute Bonner SC), der hier ebenfalls Tennis und Hockey spielte. Nach dem Zweiten Weltkrieg zerstörten amerikanische Einheiten mit Raupenschleppern die Tennisplätze. Ab 1945 wurde die Anlage wieder aufgebaut. Anfang der 1970er Jahre wurde kurzzeitig eine Tragluft-Tennishalle auf dem Reuterplatz aufgebaut. Es folgte schon bald der Umzug der Vereine in den neu entstandenen Sportpark Wasserland. Die aus dem Bonner Fußballverein ausgegründeten Hockey- und Tennisabteilungen hatten seit 1949 den Spielbetrieb unter ihrem neuen Namen HTC Schwarz-Weiss Bonn aufgenommen und sind seit 1970 auf dem Bonner Venusberg beheimatet.

### Flüchtlingsunterkünfte
Zum Jahresanfang 2016 legte das Bonner Städtische Gebäudemanagement (SGB) dem Stadtrat die Planung zu 20 Standorten für neu zu errichtende, temporär nutzbare Flüchtlingsunterkünfte vor, darunter der Reuterpark. Die Vorlage wurde zunächst aufgrund der Kurzfristigkeit der Entscheidung vom Stadtrat abgelehnt. Nach späterer Annahme und der Erteilung einer auf drei Jahre beschränkten Baugenehmigung begannen im Herbst die Vorbereitungsarbeiten im Reuterpark. Dazu wurde auf der nördlichen Hälfte der Anlagen der Aschenbelag des Sportplatzes abgetragen, um ein Fundament für drei Holzcontainer für je 80 Bewohner zu verlegen. Der geplante Bezug der rund 4 Millionen Euro teuren Gebäude zu Beginn des Jahres 2017 konnte wegen Baumängeln nicht erfolgen.

## Haus der Jugend
Seit dem Jahr 1972 wird das ehemalige Clubhaus unter dem Namen Haus der Jugend als eine Freizeiteinrichtung der Stadt Bonn für Kinder und Jugendliche von 6 bis 21 Jahren geführt. Im Gebäude gibt es Tischtennisplatten, einen Computer-, einen Werk- und einen Billardraum, Mädchen- und Jungen- sowie Wohn- und Partyzimmer. In der parkähnlichen Anlage mit großer Freifläche und Baumbestand stehen Fußballfelder, Basketballkörbe und Anlagen zu weiteren Sportarten zur Verfügung.

## Architektur
Eine Beschreibung des Clubhauses wurde 1907 von Max Ruhland in der Zeitschrift Dekorative Kunst veröffentlicht. Dem Gebäude wurde damals insgesamt der Charakter eines ländlichen Wohnhauses zugesprochen. Später kam es zu baulichen Anpassungen, die besonders das Untergeschoss betrafen.

### Aussengestaltung
Die Hauptseite des Bauwerks auf rechteckigem Grundriss liegt nach Osten zum Sportplatz. An der Fassade hebt sich mit leichtem Relief der Mittelbau ab. Aus dem Unterstock wachsen vier glatte Pfeilerflächen bis zum Dachgeschoss und geben dem Haus eine senkrechte Gliederung. Auf der Rückseite setzen die Flügel ebenso gegen den nach Norden verschobenen Risalitbau zurück. Erker und Treppenturm gliedern die Perspektive der Seitenwände.
Das Walmdach ist zweistufig und trägt mittig und dominant eine verkupferte Aussichtsplattform auf dem First. Das Dach ist schiefergedeckt, ebenso wie die zum Mittelgeschoss gliedernde Abtrennleiste. Im Dachgeschoss des Mittelbaus befand sich eine große Loggia; sie wurde später durch eine mit Fenstern versehene Wand ersetzt. Die Seiten verfügen über leichtgeschweifte oder ovale Fensteraugen im Stil des Biedermeiers.
Aufbau und Farbwirkung des Gebäudeäußeren sind schlicht gehalten. Für das Untergeschoss wurden graugelbe Sandsteinquader verwendet. Das mittlere Stockwerk war ursprünglich kalkweiß gestrichen und präsentiert sich heute in beiger Sandsteinfarbe.

### Innengestaltung
Die ursprüngliche Gestaltung der Innenräume des Hauses richtete sich nach der Nutzung des Mittelstocks zu Clubzwecken einerseits und des Untergeschosses als Umkleide- und Aufenthaltsbereich zur Sportausübung andererseits. So verfügte der Unterstock über eine dreitorige Mittelhalle zum An- und Ablegen der Schlittschuhe. Daneben lagen Herren- und Damengarderobe. Außerdem gab es hier ein Cafe, Wirtschafts- und Arbeiterräume. Die drei Tore sowie zwei weitere Eingänge an der Platzseite wurden später zugemauert und mit Fenstern versehen.
Im Oberstock befand sich das nicht jedermann zugängliche Clubheim. Treppen- und Eingangsraum verfügten über große, ornamental gehaltene Buntglasfenster. Die Clubräume waren durch braunrotes Holzwerk, hellgrüne Wandbespannung und bräunliche Deckenwölbungen geprägt. Das Restaurant verfügte über mit (u. a.) sportlichen und landschaftlichen Buntglasdarstellungen geschmückte Schiebefenster, die freien Ausblick auf Eisplatz und Spielfeld gewährten. In der großen Loggia im Dachstock wurde im Sommer Kaffee getrunken; im Winter spielten hier zum Eisfest die Musiker auf.